# Мандрийон, Камиль
Поль Камиль Альбер Мандрийон (фр. Paul Camille Albert Mandrillon, 1891—1969) — французский спортсмен, брат Мориса Мандрийона.
На I Зимней Олимпиаде в Шамони Мандрийон был знаменосцем французской команды на церемониях открытия и закрытия игр, а также на церемонии открытия произносил олимпийскую клятву от имени спортсменов. В ходе игр участвовал в соревнованиях военных патрулей (предшественник современного биатлона), где был капитаном команды, состоявшей из военнослужащих из департамента Юра (по месту рождения Мандрийона команда неофициально называлась «Les Rousses»), в которой также выступал его брат Морис; французская команда завоевала бронзовую медаль.
На следующей, II Зимней Олимпиаде в Санкт-Морице соревнования военных патрулей были включены в программу Игр в качестве показательных. Мандрийон принял участие в этих соревнованиях в составе французской команды, но она потерпела поражение, заняв последнее место.
После этого К.Мандрийон участия в Олимпийских играх не принимал. Умер в 1969 году в Ла-Тронше.